# Michael Finnissy
Michael Finnissy (Tulse Hill, 17 marzo 1946) è un compositore e pianista inglese.

## Biografia
Finnissy è nato a Tulse Hill, un distretto del London Borough of Lambeth, a Londra. È stato borsista della Royal College of Music Foundation dal 1965 al 1968, dove ha studiato composizione con Bernard Stevens e Humphrey Searle, discepolo di Anton Webern e pianoforte con Edwin Benbow.
È stato presidente della International Society for Contemporary Music dal 1990 al 1996.
Finnissy ha insegnato alla Royal Academy of Music, l'Università del Sussex, è professore di composizione all'Università di Southampton ed è compositore in residenza al St. John's College di Cambridge.

## Stile
I lavori di Finnissy per il pianoforte sono notevoli per le loro estreme difficoltà tecniche. Comprendono le sue 36 Verdi Transcriptions, scritte tra il 1972 e il 2005.
Finnissy è interessato degli aspetti politici della musica e crede che tutta la musica sia "programmatica" in una certa misura, cioè una composizione esiste non solo nella mente del compositore, ma all'interno di una cultura che riflette sia le preoccupazioni extra-musicali che quelle puramente musicali del compositore. La musica, lungi dall'essere incapace di esprimere qualcosa di diverso da se stessa (come disse Stravinskij) è una forza per il cambiamento. Questo impegno nei temi politici e sociali è diventato più frequente con il progredire della sua carriera. Ad esempio, l'influenza dei temi e delle preoccupazioni omosessuali ha iniziato a entrare nel suo lavoro; come in Shameful Vice del 1994, e più esplicitamente in Seventeen Immortal Homosexual Poets del 1997.

## Lista parziale delle composizioni
Le composizioni sono raggruppate per tipo.

### Musica orchestrale, con o senza coro
- World (1968/74), per 6 voci, 2 flauti (entrambi raddoppiano l'ottavino e il secondo il flauto contralto), 2 oboi (uno raddoppia l'oboe d'amore, l'altro il corno inglese), 2 clarinetti (il secondo raddoppia il clarinetto in mi bemolle), 2 piccole trombe, trombone, tuba, 3 percussionisti, cimbalom, celesta, 2 piani, arpa, 2 violini, 2 viole, 2 violoncelli, 2 contrabbassi [19']
- Medea (1973/2008), 5 voci e orchestra [6']
- Offshore (1975–76), per 3 flauti, 3 oboi, 3 clarinetti, 3 fagotti, 4 corni, 3 trombe, 3 tromboni, 1 tuba, 3 percussionisti, clavicembalo, piano, 2 arpe e archi (12.10.8.6) [11']
- Sea and Sky (1979–80), per 4 flauti (2 anche ottavino), 3 oboi, 2 clarinetti (entrambi anche clarinetto), 2 fagotti (il secondo anche il controfagotto), 4 corni, 4 trombe (ognuna anche la tromba piccola), 3 tromboni, tuba, timpani, 4 percussionisti, 2 celeste, 2 arpe, e archi (10.10.10.8.8) [22']
- East London Heys (1985–86), per orchestra d'archi [40']
- Red Earth (1987–88), per 3 flauti, 3 oboi, 3 fagotti, 3 trombe, 3 tromboni, 2 didgeridoo, 4 percussionisti, 2 timpani, 2 arpe, e archi [20']
- Eph-phatha (1988–89), per 2 flauti, oboe, clarinetto, fagotto, corno, tromba, trombone, percussioni, arpa, piano e archi (3.3.3.3.1) [13']
- Glad Day (1994), per 2 flauti dolci, 2 trombe, organo da camera, theory o arpa e archi [13']
- Speak its Name! (1996), per 2 flauti, 2 oboi, 2 clarinetti, 2 fagotti, 2 corni, 2 trombe, trombone, 2 vibrafoni, timpani, arpa, quarter-tone keyboard e archi (almeno 8.8.6.6.3) [22']
- Onbevooroordeeld Leven (2000–02), per solisti (2 flauti, clarinetto, batteria, fisarmonica e quartetto d'archi) e gruppo (2 oboi, clarinetto, 2 fagotti, 2 corni e archi (almeno 2.2.2.2.1)) [23']
- Zortziko (2009), versione ii, per orchestra [6']
- Mozart Requiem Completion (published 2013), per SATB soli, coro SATB e orchestra da camera (2 corni bassetto, 2 fagotti, 2 trombe in re, 3 tromboni (contralto, tenore e basso), timpani, organo e archi) [56'][4]
- Remembrance Day (2013/14), per baritono solista, coro SATB e orchestra (clarinetto, corno bassetto, 2 fagotti, 2 trombe, 3 tromboni, 3 percussionisti, piano, arpa e archi) [65'][5]
- Janne (2015), per 2 flauti, 2 oboi, 2 clarinetti, 2 fagotti, 4 corni, 2 trombe, 3 tromboni, glockenspiel, timpani, e archi [16'][6]
- Mu-Fa (2016), per 2 gruppi, ciascuno composto da flauto, oboe, clarinetto, fagotto, corno, tromba, trombone, tuba, piano, vibrafono, archi [15'][7]
- Natural Behavior (2016–17), per ottavino, 2 flauti, 2 oboi, corno inglese, 2 clarinetti, clarinetto basso, 2 fagotti, 4 corni, 3 trombe, 3 tromboni, tuba, timpani, 3 percussionisti, arpa, piano, e archi [6']

### Musica d'insieme (8 o più musicisti)
- Song 2 (1968), per 2 flauti, 2 oboi, 2 clarinetti, 2 fagotti, corno, 2 trombe e 3 violoncelli [4']
- Song 4 (1968), per 2 piani solisti, 2 flauti, 2 oboi, 2 fagotti, 2 trombe e 3 violoncelli [4']
- Song 10 (1971), per ottavino, oboe, corno inglese, 2 clarinetti, controfagotto, piano, organo elettrico e 2 violoncelli [4']
- Piano Concerto No. 1 (1975/84), per piano solista, ottavino, flauto, oboe, clarinetto, fagotto, 2 corni, 2 tromboni, celesta, 2 violini, viola, violoncello e contrabbasso [15']
- Piano Concerto No. 2 (1975–76), per piano solista, 2 flauti contralto, 3 violini, 2 viole, 2 violoncelli e 2 contrabbassi [14']
- Pathways of Sun and Stars (1976), per 2 ottavini, oboe, 2 clarinetti, fagotto, 3 corni, 3 trombe, 3 tromboni, 5 percussionisti, 2 arpe, violino, viola, violoncello e contrabbasso [20']
- Alongside (1979), per flauto, oboe, clarinetto, fagotto, corno, tromba, trombone, percussioni, piano, 2 violini, viola, violoncello e basso [19']
- Teangi (1982), per flauto (anche ottavino), corno inglese, clarinetto mi bem., clarinetto, controfagotto, 2 trombe, percussioni, vibrafono, celesta e violino [6']
- Ouraa (1982–83), per ottavino, clarinetto, fagotto, corno, tromba, trombone, percussioni, violino, viola, violoncello e contrabbasso [9']
- Câtana (1984), per flauto, oboe, clarinetto, percussioni, piano, arpa, violino, viola e violoncello [16']
- Obrecht Motetten I (1988–89), per flauto, clarinetto, fagotto, tromba, trombone, percussioni, violino, viola e violoncello [5']
- Obrecht Motetten III (1989), per viola solista, flauto, oboe, clarinetto, fagotto, corno, tromba, trombone, percussioni, 2 violini, violoncello e contrabbasso [9']
- Obrecht Motetten V (1991–92), per flauto (anche ottavino), 3 sassofoni soprani, corno, 3 trombe, 3 tromboni, contrabbasso e piano [18']
- Various Nations (1992), per oratore, flauto, clarinetto, corno, percussioni, chitarra, violino e violoncello [12']
- Mars + Venus (1993), per flauto, oboe, clarinetto, fagotto, corno, tromba, trombone, vibrafono, piano, 2 violini, viola, violoncello e contrabbasso [14']
- L'Union Libre, (1997), per corno contralto (o sassofono contralto), 2 piani, 3 ocarine, viola, fisarmonica, 2 cetre depotenziate e 4 tamburi larghi [11']
- I'm on my Way (1998), per clarinetto, fagotto, corno, tromba, trombone, percussioni, piano, violino, viola, violoncello e contrabbasso [6']
- Giant Abstract Samba (2002), versione per solo clarinetto e ensemble (flauto, oboe, fagotto, controfagotto, sassofono soprano, sassofono tenore, corno, 2 trombe, trombone, trombone basso, tuba e percussionisti) [17']
- Greatest Hits Of All Time (2003), per oboe solista, ottavino, clarinetto, martello, violino, viola, violoncello e piano [12']
- Fredener Lieder (2015), per piccola orchestra d'archi (2 primi violini, 2 secondi violini, 3 terzi violini, 2 viole, 2 violoncelli e 1 contrabbasso) [12'][8]

### Musica da camera (2-7 musicisti)
- Cantet nunc aula caelestium (1962), per flauto e piano [4'][9]
- Afar (1966–67), per flauto, corno inglese, 3 trombe, percussioni e celesta [13']
- As when upon a tranced summer night (1966–68), per piano, percussioni e 3 violoncelli [18']
- Transformations of the vampire (1968–71), per clarinetto, 3 percussionisti, violino e viola [14']
- Untitled piece in memory of Igor Stravinsky (1971), per flauto, viola e arpa [6']
- Babylon (1971/2001), per flauto, clarinetto, violino, viola, violoncello, piano e percussioni [6']
- Evening (1974), per sassofono contralto, corno, tromba, percussioni, arpa, violoncello e contrabbasso [11']
- Lost Lands (1977), per E-flat clarinetto, soprano sassofono, chitarra, violino e piano [20']
- Piano Concerto No. 3 (1978), per solo piano, oboe (anche corno inglese), clarinetto (anche clarinetto basso), 2 tromboni, violoncello e contrabbasso [23']
- Kagami-Jishi (1979), per flauto e arpa [11']
- Nobody's Jig (1980–81), per quartetto d'archi [20']
- Jiseï (1981), per violoncello solista, flauto, oboe, percussioni, viola e piano [9']
- Keroiylu (1981), per oboe, fagotto e piano [8']
- Aijal (1982), per flauto, oboe e percussioni [7']
- Banumbirr (1982/86), per flauto, clarinetto, violino, violoncello e piano [9']
- Mississippi Hornpipes (1982/97), per violino e piano [10']
- Dilok (1982), per oboe e percussioni [10']
- Independence Quadrilles (1982/95), per trio di pianoforte [8']
- Australian Sea Shanties, Set 3 (1983), per 3–4 flauti dolci [10']
- Delal (1984/88), per oboe d'amore e percussioni [9']
- String Quartet No. 1 (1984) [22'][10]
- above earth's shadow. . . (1985), per violino solista, flauto (anche piccolo), clarinetto, violino, viola, violoncello e contrabbasso [18']
- East London Heys (1985–86), versione per quartetto d'archi [40']
- East London Heys (1985–86), versione per quintetto di fiati [40']
- Contretänze (1985–86), per flauto, oboe, clarinetto, percussioni, violino e violoncello [17']
- String Trio (1986) [30']
- Quabara (1988), per didjeridu e "junk percussion" [9'][3]
- Obrecht Motetten II (1988), per mandolino, chitarra e arpa [10']
- Obrecht Motetten IV (1990), per quintetto di ottoni (2 trombe, corno, trombone e tuba) [12']
- Kulamen Dilan (1990), per sassofono soprano o oboe e percussioni [10']
- In Stiller Nacht (1990/97), per trio di pianoforte [9']
- Two Motets (1991), per controtenore e chitarra [8']
- Plain Harmony (1993), versione ii, per quartetto d'archi [10']
- Quelle (1994), per 2 sassofoni soprano e 2 sassofoni contrabasso [3']
- Traum des Sängers (1994), per clarinetto, chitarra, vibrafono, violino, viola, violoncello e contrabbasso [15']
- Sefauchi's Return (1994), per flauto, oboe, clarinetto e piano [2']
- Violet, Slingsby, Guy and Lionel (1994–96), per 2 euphoniums e 2 tube [7'] (arrangiato dal pezzo più grande per pianoforte, più giocatori)
- Different Things (1996), per quintetto di clarinetti [6']
- Selected Movements of Great Masters (1996), per 2 sassofoni contralto e 2 sassofoni tenori [11']
- Sehnsucht (1997), per quartetto d'archi [4']
- Multiple forms of constraint (1997), per violino solista e trio d'archi [14']
- Un chant d'amour par JEAN GENET (1999–2000), per trio di pianoforte [26']
- Two Uncharacteristic Marches with a Trio (1999–2000), per quintetto di fiati [3'][11]
- Bright Future ignoring Dark Past (1999–2000), per trio di pianoforte [4']
- Necessary and more detailed thinking (2000), per trio di pianoforte [3']
- Judgement in that day (2000), per oboe, clarinetto, violino, viola, violoncello e piano [8']
- Casual Nudity (2000–01), per flauto basso, percussioni, chitarra, contrabbasso e piano [12']
- Kreuzfidel Polka Op. 301 by Johann Strauss II (2000), per violino, violoncello, contrabbasso, piano e percussioni [4']
- Shady Love (2001), per corno, violino, violoncello, piano e percussioni [4']
- Regen beschreiben (2001), per flauto contralto, clarinetto, violino, violoncello e piano [2']
- Smallish Foxtrot (2001), per flauto, violino, viola, contrabbasso, piano e percussioni [1']
- Open Window (2001), per tromba, contrabbasso e piano [9']
- 'k zal u (2001), per trio di pianoforte [4']
- D'Woaldbuama: Einleitung und Pastorale in Ländlerstyl nach Johann Strauss (sohn) (2001), per clarinetto, violino, violoncello, contrabbasso, piano e percussioni [7'][12]
- Kritik der Urteilskraft (2001), per flauto, clarinetto, violino, violoncello e piano [29']
- À propos de Nice (2001–02), per trio di pianoforte [24']
- Alternative Readings (2002), per flauto, violoncello e piano [8']
- Giant Abstract Samba (2002), versione ii, per clarinetto, violino, violoncello, piano e percussioni [17']
- Springtime (2003), per flauto, clarinetto, violino, violoncello e piano [15']
- Diamond Suburbia (2003), per flauto contralto, clarinetto, violino, arpa e piano [2']
- Blancmange (2003), per clarinetto, chitarra, phonofiddle e piano [4']
- June (2003), per trio di pianoforte [4']
- Kann Liebe ewig bestehen? (2003), per flauto contralto, clarinetto basso, trombone, violino, violoncello e piano [8']
- Six Sexy Minuets Three Trios (2003), per quartetto d'archi [20']
- Civilisation (2004/13), per quartetto d'archi [17']
- L'Herbe (2004), per clarinetto, chitarra, vibrafono quarter-tone e attore nudo [11']
- Judith Weir (2004), per trio di pianoforte e melodica o simile [5']
- That ain't Shit (2004), per clarinetto, violino, piano e batteria opzionale [12']
- Venice Vipers (2004), per violino solista, accompagnato da chitarra, violino, violoncello e clavicembalo [19']
- Young Brethren (2005), per clarinetto, clarinetto basso, violino, violoncello, piano e percussioni [11']
- Manik Asie (2005), per flauto, chitarra e percussioni (glockenspiel e vibrafono) [1']
- Scotch Tape (2006), per clarinetto (o violino), violoncello e piano [3']
- Possession (du condamné) (2006), per clarinetto (o violino), violoncello e piano [10']
- Jive, per violino e piano [1']
- Second String Quartet (2006–07) [14']
- Ho' Hoane (2007), per quartetto d'archi e piano [1'] (anche per piano a 4 mani)
- Grieg Quintetettsatz (2007), per quartetto d'archi e piano [25']
- Clarinet Sonata (2007), per clarinetto e piano [12']
- Violin Sonata (2007), per violino e piano [25']
- Bassoon Sonata (2007), per fagotto e piano [12']
- Yob Cultcha (or 'Keep taking the Tabloids') (2007–08), per mandolino, violino e fisarmonica [3']
- Piano Quartet in G minor, 1861 (2009), per violino, viola, violoncello e piano [18'][13]
- Piano Quartet in A major, 1861–2 (2009), per violino, viola, violoncello e piano [24'][13]
- De Allerheiligste Ledematen (2010), per violino, viola, violoncello e piano[14]
- Âwâz-e Niyâz (anteprima nel 2012), per nuovo oboe (anche lupophon) e piano [55'][15][16]
- Piano Quintet in B flat major (EG 118) (pubblicato nel 2013), un completamento di un'opera Grieg incompiuta [30'][17]
- Continuation and Coda to the unfinished Contrapunctus in The Art of Fugue (2013), versione i, per quartetto d'archi [6'][18]
- Continuation and Coda to the unfinished Contrapunctus in The Art of Fugue (2013), versione ii, per trio di pianoforte [6'][19]
- Horn Trio (2013), per violino, corno e piano [30'][20]
- Mad Men in the Sand (2013), per quartetto d'archi [3']
- Chi Mei Ricercari (published 2015), per violoncello e piano [28'][21]
- Don't insult our intelligence (2015), per flauto, trombone, violino, viola, contrabbasso e piano [4'][22]
- Basic Ragtime (published 2016), per 3 violini, violoncello e piano [17'][23]
- Clarinetten-Liederkreis (2016), per clarinetto e quartetto d'archi [14']
- Einfältiger-Liederkreis (2016), per clarinetto (o violino) e piano [14'][24]
- Normal Deviates (2017), per due chitarre [10'][25]
- Sorrow and its beauty (2017), per erhu e piano [12']
- Opera of the Nobility (2017), per soprano sassofono, percussioni e piano [15']

### Musica per pianoforte solo
- Song 5 (1966–67) [7']
- Song 8 (1967) [11']
- Romeo and Juliet are drowning (1967–73) [4']
- Strauss-Walzer (1967–1989) [10']
  - "Wo di Zitronen bluhn"
  - "O, schöner Mai"
  - "Geschichten aus dem Wienerwald"
- Song 6 (1968, rev. 1996) [3']
- Autumnall (1968–71) [5']
- Song 9 (1968) [7']
- Song 7 (1968-69) [4']
- 23 Tangos (1968–98) [45']
- Snowdrift (1972) [10']
- Freightrain Bruise (1972–80) [3']
- Verdi Transcriptions (1972–2005) [180'][26]
  - Book 1
    - Oberto. Atto II. Aria: 'Sciagatura! a questo lido ricercai l'amante infido!'
    - Un giorno di regno. Atto I. Trio: 'Bella speranza invero'
    - Nabucco. Parte II. Chorus: 'Il maledetto no ha fratelli'
    - I Lombardi. Atto III. Chorus: 'Fra tante sciagure...'
    - Ernani. Parte I. Septet with Chorus: 'Vedi come il buon vegliardo...'
    - I due Foscari. Atto III. Choral Barcarolle: 'Iace il vento, è quèta l'onda'
    - Giovanna d'Arco. Atto I. Aria: 'So che per via di triboli'
    - Alzira. Atto II. Duet: 'Il pianto..l'angoscia..di lena mi priva'
    - Attila. Atto I. Aria: 'Mentre gonfiarsi l'Anima'

  - Book 2
    - X. Attila. Prologo. Duetto: 'Vanitosi! Che abietti e dormenti'
    - XI. Macbeth. Atto IV. Coro: 'Patria oppressa! Il doce nome...' (1847)
    - XII. I masnadieri. Parte III. Duetto: 'Qual mare, qual terra...'
    - XIII. Jérusalem. Acte I. Récit et duo: 'Non, ce bruit, ce n'est rien...'
    - XIV. Il corsaro. Atto I. Romanza: 'Non so le tetre immagini'
    - XV. La battaglia di Legnano. Atto IV. Inno di Vittoria: 'Dall'Alpi a Caridi e echeggi vittoria!'
    - XVI. Luisa Miller. Atto II. Scena e quartetto: 'Rea fucina d'empie frodi...'
    - XVII. Stiffelio. Atto III. Duetto: Opposto è il calle che in avvenire
    - XVIII. Rigoletto. Atto I. Scena e coro: 'Vendetta del pazzo! Contr'esso un rancore'

  - Book 3
    - XIX. Rigoletto. Atto III. Canzone: 'La donna è mobile'
    - XX. Il trovatore. Atto IV, prima scena. Duo: 'Vivrà! Contende il giubilo'
    - XXI. La Traviata. Atto III. Duetto: 'È nulla, sai?'
    - XXII. Les vêpres siciliennes. Acte V, scène II. Boléro: 'Merci, jeunes amies, d'un souvenir si doux!'
    - XXIII. Simon Boccanegra. Finale dell'atto I. Scena: 'Tradimento!'
    - XXIV. Aroldo. Atto IV. Coro, Burrasca e Finale: 'Allora che gl'anni...'
    - XXV. Un ballo in maschera. Atto I. Stretta: 'Ogni cura si doni al diletto'
    - XXVI. La forza del destino. Atto I. Romanza: 'Me pellegrina ed orfano'
    - XXVII. Macbeth. Atto II. Aria (a) 'Trionfai! Securi alfino' (1847); (b) 'La luce langue' (1864–5)

  - Book 4
    - XXVIII. Macbeth. Atto I. Chorus: 'S'allontanarono! N'accozzeremo'
    - XXIX. Don Carlos (1866–7). (a) Acte II, tableau II. Duo: 'Restez! Auprès de ma personne'; (b) Acte IV, tableau I. Duo: 'J'ai tout compris'
    - XXX. Aida. Atto III. Romanza: 'O cieli azzuri...'
    - XXXI. String Quartet. (a) III. Prestissimo; (b) IV. Scherzo Fuga
    - XXXII. Simon Boccanegra. Atto II. Aria: 'Cielo, pietoso, rendila'
    - XXXIII. Don Carlo. Atto V. Aria: 'Tu che la vanità conoscesti'
    - XXXIV. Otello. Finale dell'atto III. (a) Ballet No. 3: 'Chanson grecque (Cancone greca); (b) Scena: 'Una gran nube turba'
    - XXXV. Falstaff. Parte I dell'atto III. 'Brava! Quelle corna saranno la mia gioia!'
    - XXXVI. Messa da Requiem. Requiem aeternam
- Svatovac (1973–74) [2']
- Ives – Grainger – Nancarrow
  - Ives (1974) [4']
  - Grainger (1979) [4']
  - Nancarrow (1980) [4']
- Gershwin Arrangements (1975–88) [40'][27]
  - How long has this been going on?
  - Things are looking up
  - A foggy day (in London Town)
  - Love is here to stay
  - They can't take that away from me
  - Shall we dance?
  - But not for me
  - Fidgety feet
  - Embraceable you
  - Waiting for the sun to come out
  - Innocent ingenue baby
  - Blah, blah, blah
  - Boy wanted
- Jazz – Fast Dances, Slow Dances – Boogie-Woogie
  - Jazz (1976) [5']
  - Fast Dances, Slow Dances (1978–79) [18']
  - Boogie-Woogie (1980/96) [4']
- Three Dukes went a-Riding (1977/96), [4']
- English Country-Tunes (1977/82–85), [52'][28]
  - "Green Meadows" [11']
  - "Midsummer Morn" [5']
  - "I'll give my Love a Garland" [10']
  - "May and December" [7']
  - "Lies and Marvels" [4']
  - "The seeds of Love" [4']
  - "My bonny boy" [7']
  - "Come beat the Drums and sound the Fifes" [4']
- all.fall.down (1977) [8']
- To & Fro (1978/95) [4']
- Kemp's Morris (1978), "for pianist wearing Morris-bells" [5'][3]
- We'll get there someday (1978) [3']
- Piano Concerto No. 4 (1978/96) [20']
- Short but. . . (1979) [3']
- Piano Concerto No. 6 (1980–81) [12']
- Liz (1980–81) [1']
- Free Setting (1981/95) [8']
- Reels (1980–81) [8']
- White Rain (1981) [5']
- Stomp (1981) [9'] (anche per fisarmonica)
- Terekkeme (1981–90) [5'] (anche per clavicembalo)
- Hikkai (1982–83) [5']
- Australian Sea Shanties, Set 2 (1983) [3'][29]
- B.S.–G.F.H. (1985–86) [4'][30]
- Taja (1986) [5']
- Wee Saw Footprints, "plus appendix of four teaching pieces and juvenilia" (1986–90) [15'][3]
- Lylyly li (1988–89) [8']
- Pimmel (1988–89) [3']
- Stanley Stokes, East Street 1836 (1989/94) [3']
- More Gershwin (1989–90) [34'][27]
  - Limehouse Nights
  - Wait a bit, Susie
  - I'd rather Charleston
  - Isn't it wonderful?
  - Nobody but you
  - Swanee
  - Dixie Rose
  - Someone believes in you
  - Nashville nightingale
- Sometimes I. . . (1990) [3']
- Can't Help Lovin' Dat Man (1990) [12']
- Two of Us (1990) [2']
- My Love Is Like a Red Red Rose (1990) [3']
- De toutes flours (1990) [4']
- William Billings (1990–91) [4']
- New Perspectives on Old Complexity (1990–92) [5']
- How dear to me (1991) [3']
- Vanèn (1991) [3']
- Rossini (1991) [3']
- There never were such hard times before (1991) [2']
- French Piano (1991) [6']
- Willow Willow (1991) [2']
- Cibavit eos (1991–92) [3']
- Poor Stuff (1991–96) [2']
- Nine Romantics (1992) [25']
- Wenn wir in höchsten Nöten sein (1992) [4']
- A solis ortus cardine (1992) [2']
- John Cage (1992) [3']
- Cozy Fanny's Tootsies (1992) [2']
- What the meadow-flowers tell me (1993) [3']
- Folklore I–IV (1993–94) [78']
  - Folklore I for Edvard Grieg [12']
  - Folklore II for Michael Tippett [30']
  - Folklore III for Brian Ferneyhough [20']
  - Folklore IV for Rodney Lister [16']
- The larger heart, the kindlier hand (1993) [1']
- . . .desde que naçe (1993) [1']
- Yvaroperas (1993–95) [20']
  - Yvaroperas 1 and 2[31]
  - Yvaroperas 3 and 4[31]
  - Yvaropera 5
- Elephant (1994) [2']
- Violet, Slingsby, Guy and Lionel (1994–96) [18']
- Ethel Smyth (1995) [4']
- The History of Photography in Sound (1995–2001) [328'][32]
  - I. Le démon de l'analogie [28']
  - II. Le réveil de l'intraitable réalité [21']
  - III. North American Spirituals [24']
  - IV. My parents' generation thought War meant something [36']
  - V. Alkan – Paganini [14']
  - VI. Seventeen Immortal Homosexual Poets [34']
  - VII. Eadweard Muybridge – Edvard Munch [26']
  - VIII. Kapitalistisch Realisme (mit Sizilianische Männerakte en Bachsche Nachdichtungen) [68']
  - IX. Wachtend op de volgende uitbarsting van repressie en censuur [17']
  - X. Unsere Afrikareise [31']
  - XI. Etched bright with sunlight [29']
- Tracey and Snowy in Köln (1996) [2']
- Honky Blues (1996) [4']
- Georghi Tutev (1996/2002) [6']
- Tu me dirais (1996) [3']
- meeting is pleasure, parting a grief (1996) [1']
- Enough (2001) [17']
- Deux Airs de Geneviève de Brabant (Erik Satie) (2001)
- Edward (2002) [2']
- Joh.Seb.Bach (2003) [3']
- Von Gloeden Postcards (2003)
- Erscheinen ist der herrliche Tag (2003) [3']
- One Minute W... (2006) [1']
- First Political Agenda (1989–2006) [22'][33]
  - Wrong place, wrong time [3']
  - Is there any future for new music? [9']
  - You know what kind of sense Mrs. Thatcher made. [10']
- Zwei Deutsche mit Coda [8']
- Sonata for Toy Piano (2006–07) [6'][34] (anche per pianoforte giocattolo)
- Second Political Agenda (2000–08)
  - ERIK SATIE like anyone else (2000–01) [20'][35]
  - MIT ARNOLD SCHOENBERG (2002) [23'][36]
  - SKRYABIN in itself (2007–08) [21'][37]
- Preambule zu "Carnival," gefolgt von der ersten und zweiten symphonischen Etüde nach Schumann (2009/10) [11'][38]
- Koralforspill (2012) [33'][39]
- Z/K (2012) [13'][40]
- Beat Generation Ballads (2013) [47'][33][41]
  - Lost But Not Lost [2']
  - Naked Original Skin Beneath Our Dreams & Robes of Thought [3']
  - Lonely Banna Strand [6']
  - Evans, Harry, Scott, Hearts Foolish [2']
  - Veränderungen [34']
- Beethoven's Robin Adair (2015) [25'][42]
- Brahms-Lieder (2015) [12'][43]
- Third Political Agenda (2016)[30]
  - Corruption, Deceit, Ignorance, Intolerance
  - Hier kommt 'U K Ichbezogen Populismus'
  - My country has betrayed me
- scritto con Cassandra Miller, Sinner don't let this Harvest pass (2016)[30]
- Vervollständigung von Schuberts D840 (2016/17) [25'][44]
- Could I Sing With Angels (2018) [3']

### Musica per pianoforte, più pianisti
- Wild Flowers (1974), per 2 pianoforti [12']
- Duet (1975–2007), per piano a quattro mani [10'][45]
- Violet, Slingsby, Guy e Lionel (1994–96), "22 brevi brani per principianti e loro insegnanti "[18'] (selezioni anche per 2 eufoni e 2 tube))
- his voice / was then / here waiting (1996), per 2 pianoforti [8']
- Eighteenth-Century Novels (Fanny Hill) (2006), per 2 pianoforti [20']
- Ho' Hoane (2007), per piano a quattro mani [1'] (anche per quartetto d'archi e piano)
- Deux jeunes se promènent à travers le ciel 1929 (2008), per piano a quattro mani [3'][13]
- Fem ukarakteristiske marsjer med tre tilføyde trioer (2008–09), per piano a quattro mani [15'][46]
- Stille Thränen (2009), per piano a quattro mani [8']
- Zortziko (2009), versione i, per piano a quattro mani [6']
- Derde symfonische etude (2013), per 2 pianoforti [15'][47]

### Altra musica per strumenti solisti
- Untitled Piece (1967), per flauto [6'][9]
- Xunthaeresis (1967), per organo [7']
- First Sign A Sharp White Moon, as if the cause of Snow (1968–75), per flauto contralto solista
- Song 13 (1971), per violino [3']
- Song 12 (1972–76), per clarinetto basso [4']
- Alice (1970/75), per contrabbasso [6']
- Ru Tchou (1975), per batterista [9']
- Song 17 (1976), per chitarra [4']
- Song 18 (1976), per contrabbasso [3']
- All the trees they are so high (1977) [5']
- Doves Figary, versione i (1976–77), per violoncello [7']
- Doves Figary, versione ii (1981), per violoncello [7']
- Pavasiya (1979), per oboe d'amore [8']
  - part of Pavasiya – Sikangnuqa – Talawva
- Sikangnuqa (197), per flauto [8']
  - part of Pavasiya – Sikangnuqa – Talawva
- Hinomi (1979), per percussioni [8']
- Stomp (1981), per fisarmonica [9'] (anche per piano)
- Andimironnai (1981), per violoncello [9']
- Yalli (1981), per violoncello [10']
- Terekkeme (1981–90), per clavicembalo [5'] (anche per piano)
- Marrngu (1982), per clarinetto mi bemolle [8']
- Nasiye (1982), per chitarra [8']
- Gerhana (1981–82), per percussioni [12']
- Cirit (1982), per clarinetto in do [7']
- Sepevi (1982–83), per contrabbasso [9']
- Ulpirra (1982–83), per flauto basso [4']
- Uzundara (1983), per clarinetto si bemolle [9']
- The Eureka Flag (1983), per ottavino [4']
- Ének (1990), per violino [9']
- Organ Symphony No. 1 (2002–03) [18']
- Organ Symphony No. 2 (2003–05) [16']
- Sing to me of Heaven (2005–07), per organo [3']
- Sonata for Toy Piano (2006–07), per piano giocattolo [6'][34] (anche per piano normale)
- Organ Symphony No. 3 (1962–64/2006–08) [16']
- Organ Symphony No.4 (2006–08) [24']
- Two scenes from 'Shameful Vice' (pubblicato nel 2007), per arpa [6'][48]
- Bryd frem mit hjertes trang (2009), per organo [4']
- En krybbe er hans første eie (2009), versione i, per organo [5']
- Midt Igjennem Nød Og Fare Veien Går Til Paradis, per organo [5']
- 'Dum transissent Sabbatum' double (2016-18), per organo [7']
- 'Videte Miraculum' double (2016-18), per organo [6']

### Musica vocale
- Le Dormeur du Val (1963–68), per mezzosoprano, celesta, clavicembalo, piano, 2 violini, viola, e violoncello [7']
- From "The Revelations of Saint John the Divine" (1965-70), per soprano acuto, flauto, 2 violini, 2 viole, e 2 violoncelli [7']
- Horrorzone (1965, rev. 1987), per soprano, flauto, corno inglese, vibrafono, e piano [8']
- Song 1 (1966), per soprano [4']
- Song 3 (1969), per soprano, corno inglese, corno, piano, e organo elettrico [3']
- Song 11 (1969–71), per soprano e clarinetto [4']
- Folk Song Set (in memory of Percy Grainger) (1969–76)
  - For version i [15'], vedere musica vocale accompagnata da ensemble.
  - version ii, per mezzosoprano, flauto, clarinetto, violino, viola, violoncello, e piano [13']
  - version iii, per mezzosoprano, flauto, oboe, piano, e percussioni [13']
- Irma Cortez (1970–76), per baritono, silent actors, fagotto, percussioni, fisarmonica, piano, arpa, violino, e contrabbasso [30']
- Song 15 (1971/73), per soprano [4']
- Tsuru-Kame (1971–73), per soprano o contralto, piccolo coro femminile, flauto, viola, e 2–3 percussionisti [21'][49]
- Commedia dell'incomprensibile potere che alcune donne hanno sugli uomini (1973–75), per soprano, controtenore, violoncello, e clavicembalo [12']
- Orfeo (1974) [6']
  - version i, per 6 voci, 3 tromboni, 2 liuti, percussioni e contrabbasso
  - version ii, per mezzosoprano
- Bouffe (1975), per voce [5']
- Song 14 (1975), per soprano [4']
- Tom Fool's Wooing (1975–78), per soprano acuto, 3 soprani, mezzosoprano, 2 contralti, controtenore, 2 tenori, e 2 bassi [20']
- Song 16 (1976), per soprano [5'][50]
- Mystery 1, "The Parting of Darkness From Light" (1976), per 2 tenori, 2 baritoni, e basso [16'][51]
- Mine Eye Awake (1977) [6']
- Mystery 3, "Noah and the Great Flood" (1978), per tenore, 2 attori, flauto dolce contralto, corno inglese, e 3 percussionisti [16']
- Ohi! ohi! ohi! (1978), per voce [5']
- Mountainfall (1978), per mezzosoprano [8']
- Goro (1978), per tenore, flauto, clarinetto, arpa, violino, viola, e violoncello [20']
- Sir Tristran (1978), per soprano, clarinetto, piano, violino, viola, e violoncello [20']
- Mystery 4, "The Prophecy of Daniel" (1979), per soprano, alto, tenore, e basso [15'][52]
- Talawva (1979), per mezzosoprano, flauto, oboe, piano, e percussioni[13]
- . . . fairest noonday . . . (1979), per tenore e piano [8']
- Piano Concerto No. 5 (1980), per solo piano, mezzosoprano, flauto (anche flauto contralto), oboe (anche oboe d'amore), e vibrafono [22']
- Lord Melbourne (1980), per soprano, clarinetto, e piano [12']
- Green Bushes (1980), per contralto e piano [12']
- Duru-Duru (1981), per mezzosoprano, flauto, piano, e percussioni [9']
- Kelir (1981), per 2 soprani, contralto, tenore, baritono, e basso [17']
- Anninnia (1981–82), per soprano e piano [11']
- Warara (1982/91), per soprano, flauto, clarinetto, percussioni, violino, e violoncello [9']
- Lyrics and Limericks (1982–84), per voce e piano [10']
- Le Lay de la Fonteinne (1983/90), per mezzosoprano, flauto (anche ottavino), oboe, e vibrafono o piano [22']
- Soda Fountain (1983), per soprano, mezzosoprano, contralto, e tenore [20']
- Botany Bay (1983–89), per mezzosoprano, flauto, e oboe o clarinetto [4']
- Cabaret Vert (1985), per mezzosoprano, flauto, corno inglese, e percussioni [10']
- Beuk o'Newcassel Sangs (1988), per soprano, clarinetto, e piano [12']
- Unknown Ground (1989–90), per baritono e trio di piano [25']
- Same as We (1990), versione ii, per mezzosoprano, flauto contralto, e cimbalom [10']
- The Cambridge Codex (1991), per soprano, flauto (anche ottavino), percussioni (2 campane), violino, e violoncello [18']
- Seven Sacred Motets (1991), per soprano, contralto, tenore, e basso [35'] (anche per coro SATB)
- Three Motets, Two Interludes (1991/2006), per soprano e trio p'archi [16']
- "Western Wind" Kyrie (1991), per soprano, contralto, tenore, e basso [3'] (anche per coro SATB)
- Liturgy of Saint Paul (1991–95), controtenore, 2 tenori, baritono, e organo da camera [37']
- Thérése Raquin (1992/2005), per 2 controtenori, 2 baritoni, e piano [120']
- Blessed be [5']
  - version i, per soprano, contrabbasso, e piano (1992)
  - version ii, per tenore, flauto, corno, chitarra, arpa, e violoncello (1995)
  - version iii, per soprano, flauto dolce, e piano (1996)
- Silver Morning (1993), per tenore o baritono, piano, e quartetto d'archi [16']
- Shameful Vice (1995), per 2 soprani, mezzosoprano, tenore, baritono, basso, 2 clarinetti, 2 trombe, chitarra, arpa, 2 violini, e contrabbasso [45']
- Not Afraid (1998), per baritono e pianisti che parla [12']
- Whitman (2004–05), per voce e piano [60']
- Salomé (2002), per soprano e piano [3']
- Now (2005), per 2 soprani, contralto, tenore, e 2 bassi [4']
- Brighton! (2005–06), per tenore e quartetto d'archi [16']
- Caithness with Descants (2007), per soprano, flauto dolce e piano [3']
- Outside Fort Tregantle (2007–08), per baritono e piano [3']
- En krybbe er hans første eie (2009), versione ii, per soprano, clarinetto, chitarra, violoncello, piano, e percussioni [5']
- Gesualdo: Libro Sesto (2012–13), per 2 soprani, 2 contralti, 2 tenori, e 2 bassi [31'][53]
- Hier ist mein Garten (2015), per soprano e piano [8'][54]
- Andersen-Liederkreis (2016), per soprano e piano [45'][55]
- Zu fragen (2017), per contralto e piano [10']
- Recordare (2018), per mezzosoprano e piano [6']

### Musica con coro
- Circle, Chorus e Formal Act (1973), per baritono, 2 cori femminili, 9+1 percussionisti, oboe (anche corno inglese), e 2 corni [23']
- Cipriano (1974), per tenore e coro di 9 voci (soprano acuto, 2 soprani, mezzosoprano, controtenore, tenore, baritono, e 2 bassi)
- Mystery 6, "The Annunciation" (1978–79), soprano, tenore, basso, coro femminile (6 soprani, 6 contralti), oratore, 7 trombe, 3 tromboni, 3 percussionisti, 2 celeste, 4 violini, 4 viole, e violoncello [20']
- Mystery 8 (data sconosciuta), per coro, 3 flauti, 3 corni, 7 trombe, 3 tromboni, percussioni, e archi [25']
- Australian Sea Shanties, Set 1 (1983), per SAB coro [9']
- Ngano (1983–84), per mezzosoprano, tenore, doppio coro SATB, flauto, e 2 percussionisti [18']
- Haiyim (1984), per coro SATB (di almeno 12 voci) e 2 violoncelli [15']
- Maldon (1990), per baritono, coro SATB, 2 tromboni, 2 percussionisti, e organo [20']
- Seven Sacred Motets (1991), per coro SATB [35'] (anche per solisti)
- Anima Christi (1991), per controtenore o contralto, tenore, coro SATB, e organo [20']
- "Western Wind" Kyrie (1991), per coro SATB [3'] (anche per solisti)
- The Cry of the Prophet Zephaniah (1992), per baritono solista, coro TB, 2 trombe, 2 tromboni, e 2 violoncelli [7']
- Vertue (1993), per soprano o coro di bambini all'unisono, e piano [9']
- Golden Sleep (1996), per tenore solista, baritono, e coro SATB [12']
- Palm Sunday (1999–2003), per coro SATB, chitarra, vibrafono, contrabbasso, e piano [10']
- This Church (2001), " per mezzosoprano e baritono solisti, 2 narratori, coro, organo, campanelle [coro di campanelle] e gruppo" [66'][56]
- Descriptive Jottings of London (2003), per 3 voci (o coro), fisarmonica, e piano [5']
- Voluala (2004), per coro SATB e organo [4']
- Forget-me-not (pubblicato nel 2005), per coro SATB e gruppo (chitarra, piatto sospeso, contrabbasso, e piano) [6'][57]
- Favourite Poets (pubblicato ne 2006), per coro SATB, organo, e gruppo (2 corni, timpani, arpa, violino, 2 viole, 2 violoncelli, e contrabbasso) [20'][58]
- Comfortable Words (2006), per coro SATB e organo [5']
- Magnificat and Nunc Dimittis (2006), per coro SATB [10']
- Second Magnificat and Nunc Dimittis (2007), per coro SATB e organo [9']
- Mankind (2007–08), "per due principali voci maschili (speaker e baritono), 3 ruoli maschili minori di oratore, piccolo coro o coro di voci femminili, e gruppo" (flauto, clarinetto, organo, piano, violino, e violoncello) [70'][59]
- Gedächtnis-Hymne (prima nel 2010), per coro SATB e quartetto di sassofoni [20'][60]
- Telling (recorded 2011), per voci bianche soliste e coro SATB [4'][61]
- Oure Father (published 2013), per coro SATB [5'][62]
- 'Y cuán ciegos' (2015/16), per vocalista solista e coro SATB [8'][63]
- John the Baptist (published 2016), per coro SATB e organo [3'][64]
- Dum transisset Sabbatum (2016-18), per coro misto [13']
- Videte Miraculum (2016-18), per coro misto [12']
- Easy Things To Do (2018), per coro e piano 4-mani [11']

### Musica vocale accompagnata da un gruppo di 8 o più strumentisti
- Jeanne d'Arc (1967), per soprano acuto, tenore e solo violoncello, con flute (anche ottavino), alto flauto, flauto dolce contralto, corno, sassofono soprano, sassofono basso, chitarra, arpa, 3 violini, viola, violoncello e contrabbasso [18'][3][65]
- Folk Song Set (in memoria di Percy Grainger) (1969–76), versione i, per soprano, corno inglese, clarinetto (anche clarinetto mi bem.), flicorno, percussioni, 2 violini, viola, violoncello e contrabbasso [15']
- Mr Punch (1976–79), per oratore, flauto, oboe o clarinetto, percussioni, piano e violino o violoncello [21']
- Mystery 2, "The Earthly Paradise" (1977–78), per mezzosoprano, tenore, basso, 2 attori, 2 ottavini, flauto dolce contralto, oboe (anche oboe d'amore), corno inglese, 4 trombe, 2 celeste, 3 percussionisti, 2 viole, 2 violoncelli, contrabbasso [14']
- Mystery 5, "The Parliament of Heaven" (1977–78), per 3 soprani, mezzosoprano, tenore, 3 cori, coro di bambini, flauto dolce contralto, oboe, 4 trombe, 3 percussionisti, arpa, viola e 2 attori [30']
- Mystery 7, "The Betrayal and Crucifixion of Jesus of Nazareth" (1978–79), per 2 soprani, mezzosoprano, tenore, 6 oratori, 2 flauti dolci soprani, 2 ottavini (il secondo anche flauto contralto), oboe d'amore, corno inglese, tromba, 3 percussionisti, 2 celeste, arpa, 6 violini, violoncello
- Vaudeville (1983/87), per mezzosoprano, baritono, 2 danzatori, clarinetto, fagotto, flicorno, trombone, percussioni, violino e contrabbasso [38'][66]
- Celi (1984/97), per 2 soprani acuti, 3 flauti, 3 viole e 2 arpe [15']
- The Undivine Comedy, un'opera in 17 scene (1985–88/89), per soprano, mezzosoprano, tenore, 2 baritoni, 2 flauti (uno anche ottavino, l'altro flauto contralto), 2 oboi (uno anche corno inglese), clarinetto (anche clarinetto mi bem. e clarinetto basso), 2 percussionisti, organo elettrico (anche celesta), violino, viola e violoncello [114']
- The Transgressive Gospel (2008–09), per 2 cantanti, violino, viola, violoncello, fisarmonica, cimbalom e piano [120']

### Musica con nastro e/o elettronica
- Nowhere else to go (1989), per clarinetto, tromba, percussioni, violoncello, sintetizzatore, nastro (o sintetizzatore), e electronics [15']
- Same as We (1990), versione i, per soprano e nastro [10']
- Recent Britain (1997–98), per piano obbligato, e 1–3 dei seguenti: clarinetto (o flauto, oboe, o violino); fagotto (o violoncello o trombone); violoncello (o fagotto o trombone); con nastri di ogni esecutore [25'][67] (vedi anche "Open instrumentation")
- Confusion in the service of discovery (2000), per mandolino e 2 mandolini pre registrati [8']
- Marilyn, Brian, Mike and the cats (2004), per clarinetto, piano, e gatti pre registrati [6']
- Third String Quartet (2007–09), "per quartetto d'archi e canto d'uccello pre registrato" [40']

### Strumentazione aperta
- n (1969–72), per 1-4 strumentisti che suonano strumenti di diverse gamme [8']
- Runnin' Wild (1978), per oboe solo, sassofono, clarinetto o clarinetto basso [8']
- Moon's goin' down (1980), per "qualsiasi strumento a fiato o voce solista" [4'][3]
- Piano Concerto No. 7 (1981), per pianoforte solo e 1-5 membri di un quintetto di fiati (flauto, oboe, clarinetto, fagotto, corno) [11']
- WAM (1990–91), per pianoforte, uno strumento acuto e uno strumento basso (es. flauto, clarinetto basso e pianoforte) [15']
- Plain Harmony (1993), versione i, per qualsiasi combinazione di più strumenti [10']
- Recent Britain (1997–98), per piano obbligato e 1–3 dei seguenti: clarinetto (o flauto, oboe o violino); fagotto (o violoncello o trombone); violoncello (o fagotto o trombone); con nastri di ogni artista [25'][67] (vedi anche "Musica con nastro e/o elettronica")
- False notions of progress (1997), per 3 strumenti qualsiasi
- Marcel Duchamp, the Picabias and Apollinaire Attend a Performance of 'Impressions d'Afrique' by Raymond Roussel at the Théâtre Antoine (1999–2000), per pianista parlante e ensemble (flauto, trombone, percussioni, violoncello e 2° pianoforte, tutti con possibili sostituzioni)
- Ettelijke bange eenden (2001), per 3 tastiere e 1 o 2 duetti di strumenti (il primo duo di strumenti "legato", il secondo "staccato" o strumenti in altro modo contrastanti), tutti non accordati reciprocamente[68]
- Hoe weinig begrijpen wij (2001), per gruppo libero
- Notre Dame Polyphony (2001–02), per gruppo libero o 6 o 9 strumentisti [8']
- Amphithéâtre des Sciences Mortes (2001–02), per solista e ensemble libero [7']
- Éros uranien (2002), per gruppo libero
- Sorrow and its beauty (2002), versione i, per gruppo libero
- Ceci n'est pas une forme (2003), per solista e quartetto con pianoforte (violino, viola, violoncello e pianoforte) [6']
- Seterjentens fridag (2003), per fiddle (o violino) hardanger con accompagnamento opzionale (organo a canne e/o pianoforte, dal vivo e/o registrato e/o quartetto strumentale) [7']
- Von Gloeden Postcards (2003), per pianoforte e accompagnamento opzionale di strumenti non specificati (anche per pianoforte solo)
- Post-Christian Survival Kit (2003–05), per ensemble libero (includendo 1+ tastiere, 1+ voci e 1+ percussioni)
- Molly-House (2004), per ensemble libero (inclusi solisti, tastiere e dispositivi elettrici domestici)
- Vigany's Cabinet (2004–05), per 2-6 trii di strumenti [10–20']
- Back on Earth (2005), per gruppo libero [6'][69]
- Visualise Love (2006), per voci SATB e pianoforte a 4 mani opzionale
- Not sure (2006), per voci SSATB [3']
- Déjà fait (2006), per gruppo libero
- Après-Midi Dada (2006), per 2 tastiere, 2-5 strumenti a fiato, 2-8 strumenti a pizzico, 2-8 percussionisti, macinacaffè e attori (facoltativamente nudi) [15'][34]
- Not envious of rabbits (2006), per gruppo libero [5']
- Martha Gunn (2007), per "3 strumenti a fiato di registro acuto, gong ad acqua e attori (muti) dentro e fuori dai costumi da bagno"[3]
- Yso (2007), per varie configurazioni strumentali[3]
- D.O.S. (2008), per 2 strumenti e tastiera [3']
- Viitasaari (2009), per kantele, pianoforte e 2 strumenti acuti [4']
- Late Hey with three Bees (2014), per 2 strumenti acuti e strumenti ronzio [1']
- Maat Strikt (2016), per solista e ensemble [16'][70]